# Qlimax
 Der er for få eller ingen kildehenvisninger i denne artikel, hvilket er et problem. Du kan hjælpe ved at angive troværdige kilder til de påstande, som fremføres i artiklen.

Qlimax er navnet på en ud af mange koncerter med Hard dance, som Q-dance arrangerer i Holland og Belgien.

## Historie
Qlimax blev for første gang afholdt den 3. juni 2000 i Beursgebouw Arena i byen Eindhoven, men har siden da været afholdt i Amsterdam, Heerenveen, Zoetermeer, Arnhem og Hasselt (Belgien). Efter etableringen i GelreDome i Arnhem, voksede koncertens dimensioner væsentligt, og samtidig med at koncertens primære genrer blev mere og mere udbredte i Europa, blev Qlimax kendt i udlandet.
I 2006 valgte Q-dance også at afholde en koncert i Belgien, for at nå et stadigt større publikum.

## Tema
Som det ofte er set ved mange andre koncerter, produceres der hvert år en tema- eller kendingsmelodi, der skal gengive stemningen eller temaet for koncerten.
- 2002 The Prophet – Follow The Leader
- 2003 Deepack – The Prophecy
- 2004 Future Tribes – Deadlock
- 2005 Zany – Science & Religion
- 2006 Alpha² – The Darkside
- 2007 Headhunterz – The Power Of The Mind
- 2008 Technoboy – Next Dimensional World
- 2009 D-Block & S-Te-Fan – The Nature Of Our Mind
- 2010 Brennan Heart – Alternate Reality
- 2011 Zatox – No Way Back
- 2012 Psyko Punkz – Fate Or Fortune
- 2013 Gunz For Hire ft. Ruffian - Immortal
- 2014 Noisecontrollers - The Source Code of Creation
- 2015 Atmozfears - Equilibrium
- 2016 Coone - Rise Of The Celestials
- 2017 Wildstylez - Temple of light
- 2018 Sub Zero Project - The Game Changer
- 2019 B-Front - Symphony of Shadows
- 2022 (2021) Ran-D - The Reawakening
- 2023 Hard Driver - Enter the Void